# Серебряный, Саул Бенционович
Саул Бенционович Серебряный (укр. Саул Бенціонович Серебряний; 15 декабря 1912, Гомель — 7 августа 2001, Киев) — советский химик.

## Биография
В 1937 с отличием окончил химический факультет Киевского университета.
Участиник Советско-финской войны 1939—1940 и Великой Отечественной войны 1941-1945, где был дважды ранен.
В 1957 защитил докторскую диссертацию по химии феназина. В 1946 младший научный сотрудник, с 1950 — старший научный сотрудник Института органической химии АН УССР.
В 1958 организовал научную группу по изучению химии белка в лаборатории физиологически активных соединений Института органической химии АН УССР.
В 1963 организовал и возглавил отдел химии белка в Институте микробиологии и вирусологии АН УССР. В 1968 принимал участие в создании Института молекулярной биологии и генетики АН УССР.
В период с 1972 в 1985 читал курс лекций «Химия и физика белка» студентам 4 курса биофака КГУ имени Шевченко, с 1978 профессор по специальности «Химия природных и физиологически активных соединений».
В 1987 принимал участие в создании Института биоорганической химии и нефтехимии АН УССР.
Автор более 200 научных работ.

## Награды
- Орден Отечественной войны 2 степени
- Орден «Знак Почёта»
- 10 медалей и нагрудних знаков, в т.ч. «За победу над Германией в Великой Отечественной войне 1941-45 гг», «30 лет победы в Великой Отечественной войне 1941-45 гг», «За доблестный труд в ознаменование 100-летия со дня рождения В. И. Ленина».
- Нагрудный знак «Изобретатель СССР»
- Заслуженный деятель науки и техники УССР (1991)
- Государственная премия Украины в области науки и техники (2001, посмертно)